# BMC Racing Team
BMC Racing Team was een Amerikaans-Zwitserse wielerploeg die van 2007 tot 2018 actief was in de continentale circuits van de UCI. In 2010 werd het team uitgebreid met onder anderen Alessandro Ballan, Cadel Evans, George Hincapie, Karsten Kroon en Marcus Burghardt. In 2011 promoveerde het team naar de ProTour en mocht (en moest) aan alle races van de UCI World Tour deelnemen. De ploeg won in 2014 en 2015 de UCI Ploegentijdrit.
Het tweede team was het BMC Development Team, dit team was bedoeld om jonge renners op te leiden en te laten doorstromen. Het team had ook een offroad team: BMC Mountainbike Racing Team.
In het seizoen 2019 fuseerde BMC Racing Team met de Poolse ploeg CCC Sprandi Polkowice, en vormden samen CCC Team.

## Belangrijkste resultaten

### Grote rondes
| Jaar | Ronde van Italië       | Ronde van Italië                         | Ronde van Frankrijk                  | Ronde van Frankrijk                                     | Ronde van Spanje       | Ronde van Spanje                                |
| Jaar | hoogste klassering     | etappewinst                              | hoogste klassering                   | etappewinst                                             | hoogste klassering     | etappewinst                                     |
| ---- | ---------------------- | ---------------------------------------- | ------------------------------------ | ------------------------------------------------------- | ---------------------- | ----------------------------------------------- |
| 2007 | geen deelname          | geen deelname                            | geen deelname                        | geen deelname                                           | geen deelname          | geen deelname                                   |
| 2008 | geen deelname          | geen deelname                            | geen deelname                        | geen deelname                                           | geen deelname          | geen deelname                                   |
| 2009 | geen deelname          | geen deelname                            | geen deelname                        | geen deelname                                           | geen deelname          | geen deelname                                   |
| 2010 | 5e Cadel Evans         | 7e Cadel Evans                           | 23e Cadel Evans                      |                                                         | geen deelname          | geen deelname                                   |
| 2011 | 16e Johann Tschopp     |                                          | ↑ Cadel Evans                        | 4e Cadel Evans                                          | 83e Greg van Avermaet  |                                                 |
| 2012 | 14e Johann Tschopp     | 1e Taylor Phinney 21e Marco Pinotti      | 5e Tejay van Garderen 7e Cadel Evans |                                                         | 35e Steve Morabito     | 9e en 19e Philippe Gilbert 13e Steven Cummings  |
| 2013 | ↑ Cadel Evans          |                                          | 35e Steve Morabito                   |                                                         | 14e Dominik Nerz       | 12e Philippe Gilbert                            |
| 2014 | 8e Cadel Evans         |                                          | 5e Tejay van Garderen                |                                                         | 6e Samuel Sánchez      |                                                 |
| 2015 | 8e Damiano Caruso      | 12e en 18e Philippe Gilbert              | 12e Samuel Sánchez                   | 1e Rohan Dennis 9e ploegentijdrit 13e Greg Van Avermaet | 59e Amaël Moinard      | 1e ploegentijdrit 14e Alessandro De Marchi      |
| 2016 | 9e Darwin Atapuma      |                                          | 5e Richie Porte                      | 5e Greg Van Avermaet                                    | 14e Ben Hermans        | 16e Jempy Drucker                               |
| 2017 | 20e Tejay van Garderen | 6e Silvan Dillier 18e Tejay van Garderen | 11e Damiano Caruso                   |                                                         | 10e Tejay van Garderen | 1e ploegentijdrit                               |
| 2018 | 16e Rohan Dennis       | 16e Rohan Dennis                         | 20e Damiano Caruso                   | 3e ploegentijdrit                                       | 33e Dylan Teuns        | 1e en 16e Rohan Dennis 11e Alessandro de Marchi |

### Kleine rondes
- Tirreno-Adriatico: 2011 (Cadel Evans) en 2016 (Greg Van Avermaet)
- Ronde van Romandië: 2011 (Cadel Evans)
- Ronde van Wallonië: 2011 en 2013 (Greg Van Avermaet), 2017 (Dylan Teuns)
- Internationaal Wegcriterium: 2012 (Cadel Evans)
- Ronde van Californië: 2013 (Tejay van Garderen)
- USA Pro Cycling Challenge: 2013 en 2014 (Tejay van Garderen)
- Ronde van Trentino: 2014 (Cadel Evans)
- Ronde van Peking: 2014 (Philippe Gilbert)
- Tour Down Under: 2015 (Rohan Dennis)
- Ronde van België: 2015 (Greg Van Avermaet)

### Klassiekers
- Omloop het Nieuwsblad: 2016 en 2017 (Greg Van Avermaet)
- E3 Harelbeke: 2017 (Greg Van Avermaet)
- Gent-Wevelgem: 2017 (Greg Van Avermaet)
- Parijs-Roubaix: 2017 (Greg Van Avermaet)
- Brabantse Pijl: 2014 (Philippe Gilbert), 2015 (Ben Hermans)
- Amstel Gold Race: 2014 (Philippe Gilbert)
- Waalse Pijl: 2010 (Cadel Evans)
- GP Montreal: 2016 (Greg Van Avermaet)
- Parijs-Tours: 2011 (Greg Van Avermaet)

### Kampioenschappen
- : Wereldkampioen tijdrijden 2018 in Innsbruck (Rohan Dennis)
- : Olympisch kampioenschap wegrit 2016 in Rio (Greg Van Avermaet)
- UCI Ploegentijdrit 2015 in Richmond (Rohan Dennis, Silvan Dillier, Stefan Küng, Daniel Oss, Taylor Phinney en Manuel Quinziato)
- UCI Ploegentijdrit 2014 in Ponferrada (Rohan Dennis, Silvan Dillier, Daniel Oss, Manuel Quinziato, Tejay van Garderen en Peter Velits)
- Wereldkampioenschap op de weg: 2012 (Philippe Gilbert)
- Belgisch kampioenschap op de weg 2016 (Philippe Gilbert)
- Amerikaans kampioenschap tijdrijden: 2014 (Taylor Phinney)
- Italiaans kampioenschap op de weg: 2013 (Ivan Santaromita)
- Italiaans kampioenschap tijdrijden: 2013 (Marco Pinotti)
- Noors kampioenschap op de weg: 2011 (Alexander Kristoff), 2013 (Thor Hushovd)
- Slowaaks kampioenschap tijdrijden: 2014 (Peter Velits)
- Zwitsers kampioenschap op de weg: 2012 (Martin Kohler), 2013 (Michael Schär), 2015 (Danilo Wyss)
- Zwitsers kampioenschap tijdrijden: 2011 (Martin Kohler), 2015 (Silvan Dillier)